# Cytisus fontanesii
Cytisus fontanesii är en ärtväxtart som beskrevs av John Ball. Cytisus fontanesii ingår i släktet kvastginster, och familjen ärtväxter. Utöver nominatformen finns också underarten C. f. plumosus.